# Nowy Śmiecin
Nowy Śmiecin (dawn. Śmiecin Nowy) – północno-zachodnia część miasta Ciechanowa w Polsce, w województwie mazowieckiem, w powiecie ciechanowskim. Rozpościera się w rejonie ulic Widnej i Granicznej.

## Historia
Śmiecin Nowy należał od reformy gminnej w 1867 roku do gminy Nużewo w powiecie ciechanowskim w guberni płockiej. Od 1919 w woj. warszawskim, gdzie 20 października 1933 wszedł w skład gromady (sołectwa) Śmiecin Stary w gminie Nużewo.
Po II wojnie światowej Śmiecin Nowy należał do gminy Nużewo w powiecie ciechanowskim w województwie warszawskim, stanowiąc jedną z jej 33 gromad. W związku z reformą administracyjną kraju jesienią 1954 został włączony do Ciechanowa.